# Ивуарийско-малийская граница

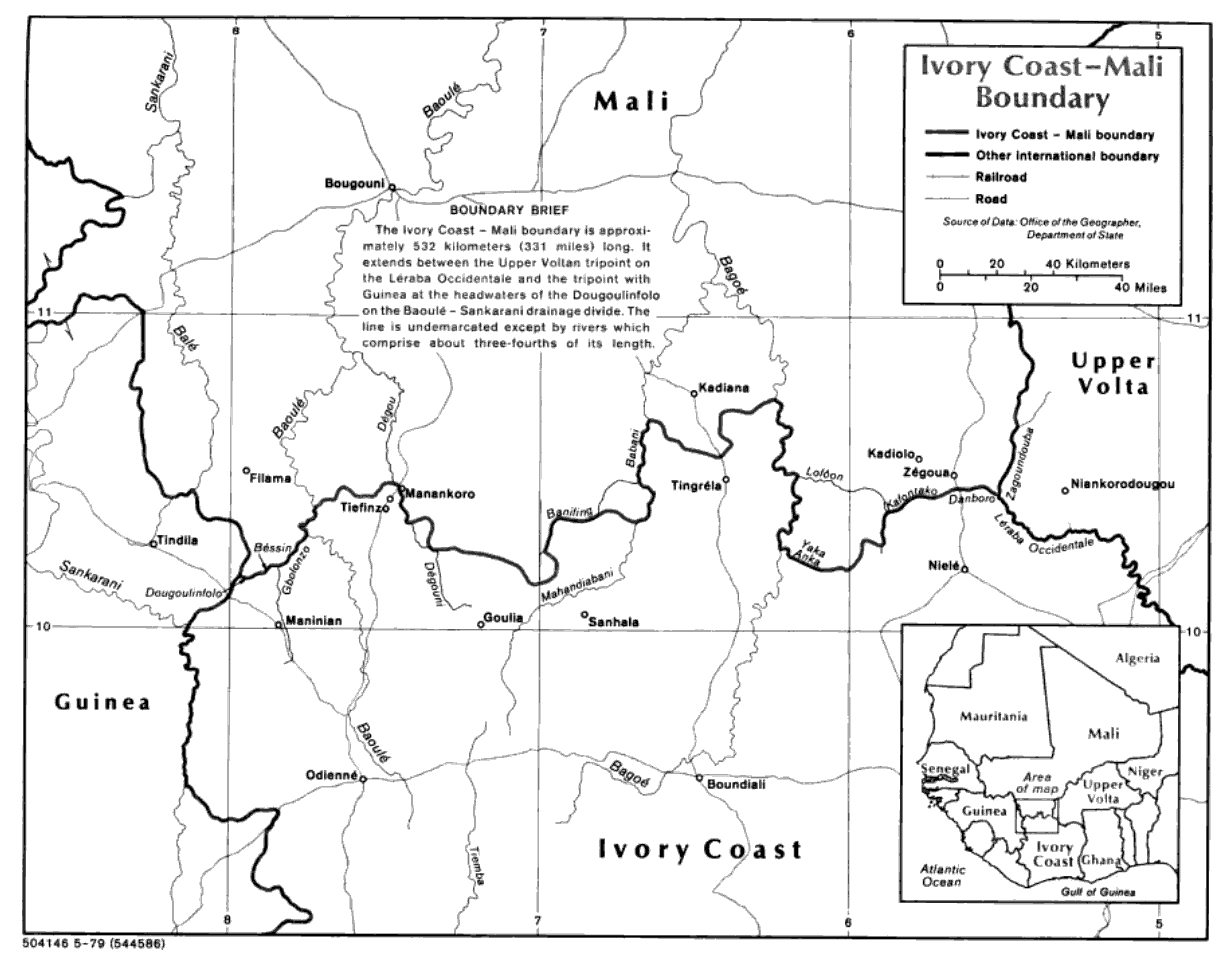
Граница Кот-д’Ивуара и Мали

Ивуарийско-малийская граница — государственная граница между Кот-д’Ивуаром и Мали протяженностью 599 километров, разделяющая территории двух стран. Граница двух стран проходит от точки пересечения с Гвинеей на западе до точки пересечения с Буркина-Фасо на востоке.

## Разграничение границ
Граница начинается на западе на пересечении с Гвинеей; затем она идет косвенно на восток через серию сухопутных и речных участков, не доезжая до точки пересечения с Буркина-Фасо на реке Лераба.

## История

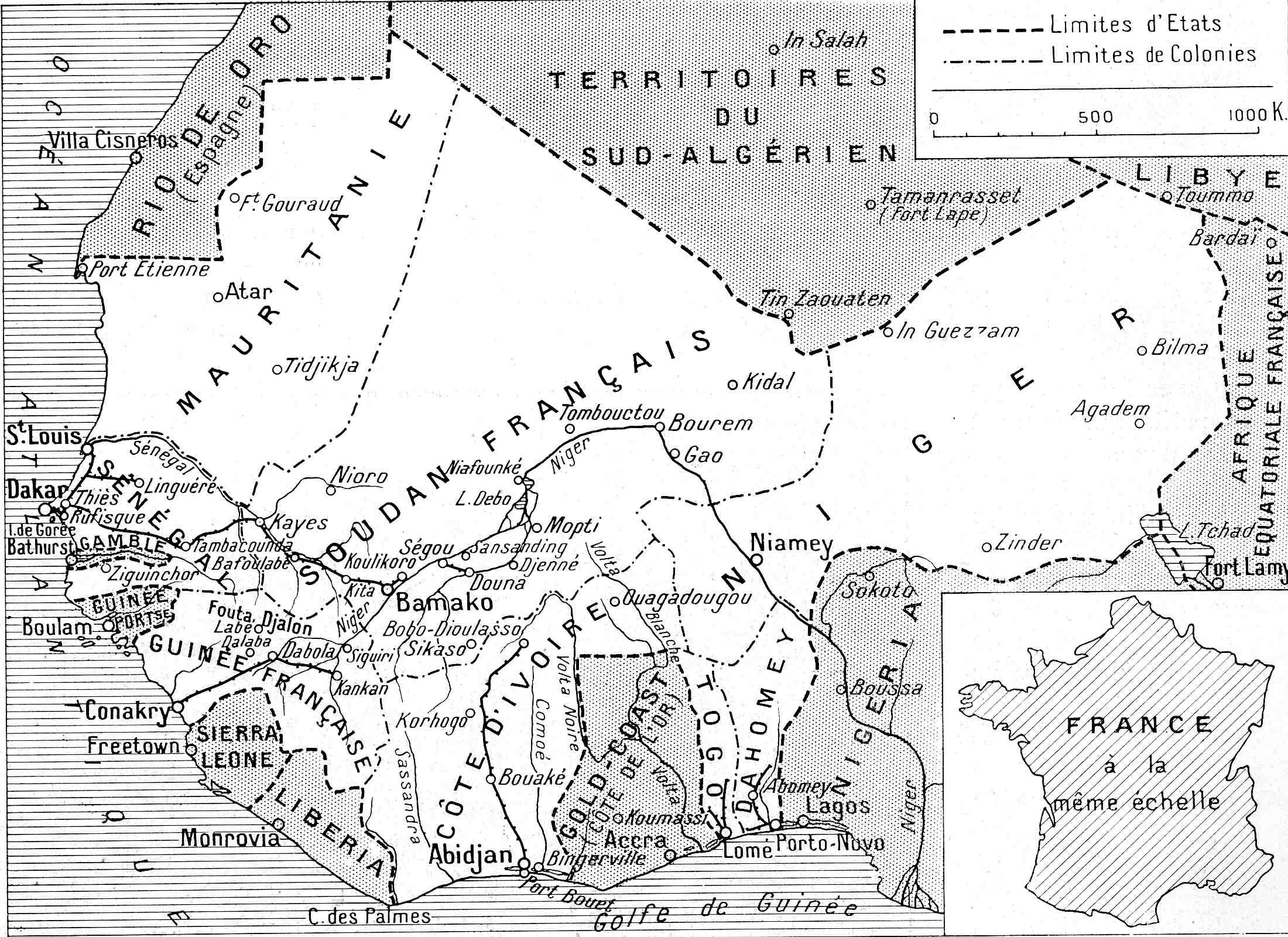
Карта Французской Западной Африки 1936 года, показывающая границу Кот-д’Ивуара и Мали во время распада Верхней Вольты

Франция начала подписывать договоры с вождями современного ивуарийского побережья в 1840-х годах, тем самым установив протекторат, который позже стал колонией Кот-д’Ивуар в 1893 году. В результате битвы за Африку в 1880-х годах Франция получила контроль над верхней долиной реки Нигер. Франция оккупировала эту территорию в 1900 году; Мали (тогда называвшийся Французским Суданом) первоначально была включена, наряду с современными Нигером и Буркина-Фасо, в состав Верхнего Сенегала и Нигера и (вместе с Кот-д’Ивуаром) стала составной частью Французской Западной Африки. Указ от 17 октября 1899 г. передал города Одиенне и Конг Кот-д’Ивуару из под контроля Французского Судана. Точная дата проведения границы кажется неопределенной — считается, что она была проведена во время официального учреждения Французской Западной Африки и её составляющих в 1890-х годах.
Внутренние подразделения Французской Западной Африки за время своего существования претерпели несколько изменений; нынешние Мали, Нигер и Буркина-Фасо изначально были объединены как Верхний Сенегал и Нигер, при этом Нигер представлял собой военную территорию, управляемую городом Зиндер. Военная территория Нигера была отделена в 1911 году, став отдельной колонией в 1922 году, а Мали и Верхняя Вольта (Буркина-Фасо) были образованы как отдельные колонии в 1919 году. В период 1932—1947 годов Верхняя Вольта была упразднена, а её территория была разделена между Французским Суданом, Нигером и Кот-д’Ивуаром.
По мере роста движения за деколонизацию в эпоху после Второй мировой войны Франция постепенно предоставляла больше политических прав и представительств своим африканским колониям к югу от Сахары, что привело к предоставлению широкой внутренней автономии Французской Западной Африке в 1958 году в рамках Французского сообщества. В конце концов, в 1960 году и Мали, и Кот-д’Ивуар получили независимость, и их общая граница стала международной границей между двумя государствами.
С момента начала конфликта на севере Мали в 2012 году Кот-д’Ивуар начал укреплять безопасность на границе, чтобы предотвратить любое распространение конфликта.

## Пограничные города
Кот-д’Ивуар
Сокоурабо, Тингрела, Канакоро
 Мали
Кадиана, Тионги, Фуру, Миссени, Кадиоло

## Пограничные реки
Реки, которые пересекают границу или являются её частью:
- Баул
- Гболонзон
- Бессин
- Дугулинфоло
- Дегу
- Банифинг
- Борониконо
- Бабани
- Багое
- Кобани
- Яка Анка
- Лофун
- Кафонрако
- Данборо